# Unité urbaine de Bayeux
L'unité urbaine de Bayeux est une agglomération française centrée sur la commune de Bayeux, dans le Calvados.

## Données générales
En 2010, selon l'Insee, l'unité urbaine était composée de six communes, toutes situées dans le département du Calvados.
En 2020, à la suite d'un nouveau zonage, elle est composée des six mêmes communes. 
En 2022, avec 17 735 habitants, elle représente la 4e unité urbaine du département du Calvados et occupe le 20e rang dans la région Normandie.
En 2019, sa densité de population s'élève à 482 hab/km2. Par sa superficie, elle ne représente que 0,66 % du territoire départemental mais, par sa population, elle regroupe 2,52 % de la population du département du Calvados.

## Composition de l'unité urbaine en 2020
Elle est composée des six communes suivantes :
| Nom                      | Code Insee | Département | Statut       | Superficie (km2) | Population (dernière pop. légale) | Densité (hab./km2) | Modifier                                    |
| ------------------------ | ---------- | ----------- | ------------ | ---------------- | --------------------------------- | ------------------ | ------------------------------------------- |
| Bayeux (ville-centre)    | 14047      | Calvados    | ville-centre | 7,10             | 12 754 (2022)                     | 1 796              | modifier les données · modifier les données |
| Monceaux-en-Bessin       | 14436      | Calvados    | banlieue     | 4,73             | 567 (2022)                        | 120                | modifier les données · modifier les données |
| Saint-Loup-Hors          | 14609      | Calvados    | banlieue     | 5,29             | 521 (2022)                        | 98                 | modifier les données · modifier les données |
| Saint-Martin-des-Entrées | 14630      | Calvados    | banlieue     | 5,99             | 760 (2022)                        | 127                | modifier les données · modifier les données |
| Saint-Vigor-le-Grand     | 14663      | Calvados    | banlieue     | 9,70             | 2 533 (2022)                      | 261                | modifier les données · modifier les données |
| Vaucelles                | 14728      | Calvados    | banlieue     | 3,56             | 600 (2022)                        | 169                | modifier les données · modifier les données |

## Évolution démographique
| 1968   | 1975   | 1982   | 1990   | 1999   | 2008   | 2013   | 2019   |
| ------ | ------ | ------ | ------ | ------ | ------ | ------ | ------ |
| 13 721 | 16 066 | 17 754 | 18 128 | 18 242 | 17 100 | 18 059 | 17 543 |

#### Données générales
- Unité urbaine
- Aire d'attraction d'une ville
- Aire urbaine (France)
- Liste des unités urbaines de France

#### Données démographiques en rapport avec l'unité urbaine de Bayeux
- Aire d'attraction de Bayeux
- Arrondissement de Bayeux

#### Données démographiques en rapport avec le Calvados
- Démographie du Calvados